# 里瓦尔塔迪托里诺
里瓦尔塔迪托里诺（義大利語：Rivalta di Torino），是意大利都灵省的一个市镇。总面积25平方公里，人口19174人，人口密度767.0人/平方公里（2009年）。ISTAT代码为001214。

## 友好城市
- 法國 维夫